# Ledyard (Connecticut)
Pour les articles homonymes, voir Ledyard.
Ledyard (en anglais [ˈlɛdʒərd]) est une ville du comté de New London au Connecticut.
Ledyard devient une municipalité en 1836. Elle est nommée en l'honneur du colonel William Ledyard (en) tué durant la bataille de Groton Heights.
La ville abrite une réserve des descendants des indiens Pequots.

## Démographie
| 1840  | 1850  | 1860  | 1870  | 1880  | 1890  |
| ----- | ----- | ----- | ----- | ----- | ----- |
| 1 871 | 1 558 | 1 615 | 1 392 | 1 373 | 1 183 |

| 1900  | 1910  | 1920  | 1930  | 1940  | 1950  |
| ----- | ----- | ----- | ----- | ----- | ----- |
| 1 236 | 1 079 | 1 161 | 1 144 | 1 426 | 1 749 |

| 1960  | 1970   | 1980   | 1990   | 2000   | 2010   |
| ----- | ------ | ------ | ------ | ------ | ------ |
| 5 395 | 14 837 | 13 735 | 14 913 | 14 687 | 15 051 |

Lors du recensement de 2010, sa population s'élevait à 15 051 habitants. La municipalité s'étend sur 40 milles carrés (103,6 km2), dont 1,78 milles carrés (4,61 km2) d'étendues d'eau.